# Pakpum Boonpa
Pakpum Boonpa (thailändisch ภาคภูมิ บุญพา, * 17. September 2002) ist ein thailändischer Fußballspieler.

## Karriere
Pakpum Boonpa stand bis Ende Dezember 2022 beim Sakon Nakhon FC. Mit dem Verein aus Sakhon Nakhon spielte er in der dritten Liga. Mit dem Verein trat er in der North/Eastern Region an. Nach der Hinrunde wechselte er im Januar 2023 zum Zweitligisten Udon Thani FC. Sein Zweitligadebüt für den Verein aus Udon Thani gab Pakpum Boonpa am 22. Januar 2023 (20. Spieltag) im Heimspiel gegen den Customs United FC. Beim 2:1-Heimerfolg wurde er in der 43. Minute für Makawan Kerdanan eingewechselt. Am Ende der Saison 2022/23 wurde er mit Udon Thani Tabellenletzter und stieg somit aus der zweiten Liga ab. Für den Zweitligisten bestritt er elf Ligaspiele. Im Januar 2024 nahm ihn der Viertligist Udon Banjan United FC unter Vertrag. Mit dem Verein spielte er in der North/Eastern Region der Liga. Die Saison 2025 spielte er bei dem in der Northern Region spielenden Phichit United FC.